# Гидроксид олова(II)
Гидроксид олова(II) — неорганическое соединение, гидроксид олова формулой Sn(OH)2, гелевидный белый осадок, плохо растворимый в воде, проявляет амфотерные свойства.

## Получение
- Получается по реакции триметилолова с хлоридом олова(II):

{\displaystyle {\mathsf {2(CH_{3})_{3}SnOH+SnCl_{2}\ \xrightarrow {} \ Sn(OH)_{2}\downarrow +2(CH_{3})_{3}SnCl}}}
При действии оснований на растворы солей олова(II) осаждается не гидроксид олова(II), а оксогидроксид состава Sn6O4(OH)4, содержащий связи Sn—Sn (0,259 нм) и объединённые между собой водородными связями в бесконечные структуры.

## Физические свойства
Гидроксид олова(II) образует гелевидный белый осадок, плохо растворимый в воде, устойчивый в интервале pH 2,5÷10,5.
Из раствора осаждается в виде гидрата m SnO•n H2O, соединение стехиометрического состава не выделено.

## Химические свойства
- При нагревании легко теряет воду:

{\displaystyle {\mathsf {Sn(OH)_{2}\ {\xrightarrow {60-120^{o}C}}\ SnO+H_{2}O}}}
- Проявляет амфотерные свойства, растворяется в кислотах:

{\displaystyle {\mathsf {Sn(OH)_{2}+3HCl\ {\xrightarrow {}}\ H[SnCl_{3}]+2H_{2}O}}}
- и щелочах:

{\displaystyle {\mathsf {Sn(OH)_{2}+2NaOH\ \xrightarrow {} \ Na_{2}[Sn(OH)_{4}]}}}
- В сильнощелочной среде окисляется до комплексных соединений четырёхвалентного олова:

{\displaystyle {\mathsf {3Sn(OH)_{2}+12NaOH+2Bi(NO_{3})_{3}\ \xrightarrow {} \ 3Na_{2}[Sn(OH)_{6}]+2Bi\downarrow +6NaNO_{3}}}}
{\displaystyle {\mathsf {3Sn(OH)_{2}+8KOH+8H_{2}O+2K_{2}CrO_{4}\ \xrightarrow {} \ 3K_{2}[Sn(OH)_{6}]+2K_{3}[Cr(OH)_{6}]}}}